# Mike Krukow
Michael Edward Krukow (né le 21 janvier 1952 à Long Beach, Californie, États-Unis) est un lanceur droitier de baseball. Il a joué dans les Ligues majeures de 1976 à 1989 et s'est particulièrement illustré avec les Giants de San Francisco, pour qui il a évolué durant sept saisons. Il a été sélectionné une fois pour le match des étoiles du baseball majeur.
Il est commentateur des parties des Giants à la télévision depuis 1994.

## Carrière de joueur

### Cubs de Chicago

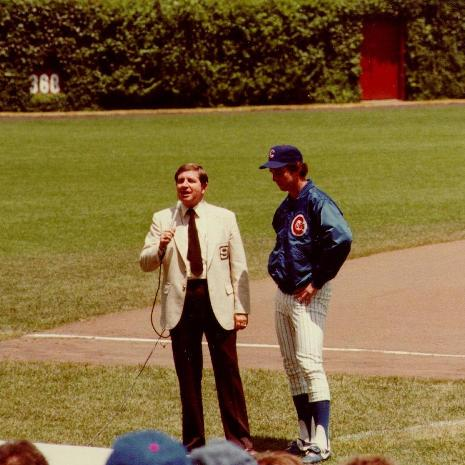
Mike Krukow (à droite) en 1981, à l'époque où il jouait pour les Cubs de Chicago.

Mike Krukow est draté en 32e ronde par les Angels de la Californie en 1970, mais il ne signe pas de contrat avec l'équipe et choisit d'étudier à l'Université d'État polytechnique de Californie, située à San Luis Obispo. Il est drafté une seconde fois, par les Cubs de Chicago durant la 8e ronde de la séance de repêchage amateur de 1973. Il lance son premier match dans les majeures comme releveur le 6 septembre 1976 avec les Cubs. La saison suivante, il intègre la rotation de lanceurs partants de l'équipe et effectue 33 départs et une sortie en relève. Sa fiche à sa saison recrue est de 8 victoires et 14 défaites avec une moyenne de points mérités de 4,40.
La saison suivante, en 1978, il présente un dossier gagnant pour la première fois avec neuf gains et seulement trois revers. En 1980, il connaît sa première saison de 10 victoires, mais présente un dossier négatif de 10-15.
En 1981, il est le lanceur ayant effectué le plus grand nombre de départs dans la Ligue nationale, soit 25. Son dossier est de 9-9. Le 8 décembre 1981, les Cubs échangent Krukow aux Phillies de Philadelphie en retour des lanceurs Don Larsen et Dickie Noles et du receveur Keith Moreland.

### Phillies de Philadelphie
Krukow ne joue qu'une année à Philadelphie avant d'être échangé à nouveau. Il connaît sa meilleure saison jusque-là dans les majeures, avec 13 gains et une moyenne de points mérités de 3,12 en 1982.
Le 14 décembre 1982, les Phillies échangent Krukow, son coéquipier lanceur Mark Davis et un voltigeur des ligues mineures, Charles Penigar, aux Giants de San Francisco, en retour du lanceur Al Holland et de Joe Morgan, un joueur de deuxième but.

### Giants de San Francisco
Pour San Francisco, Krukow aligne deux saisons de 11 gains en 1983 et 1984 avant d'afficher un dossier perdant de 8-11 en 1985 malgré une moyenne de points mérités nettement meilleure (3,38) que les années précédentes.
Il connaît la meilleure saison de sa carrière en 1986, méritant sa première et seule invitation au match des étoiles du baseball majeur. Il atteint les 20 victoires et n'est crédité que de neuf revers. Il affiche sa meilleure moyenne de points mérités en carrière (3,05). Il réussit également un record personnel de 178 retraits sur des prises en 245 manches lancées. Il s'agit de la saison où il cumule le plus de manches au monticule. Avec 10 matchs complets, il bat son précédent record de 7 établi durant sa saison à Philadelphie. Krukow termine troisième derrière Mike Scott et Fernando Valenzuela au scrutin désignant le vainqueur du trophée Cy Young du meilleur lanceur de la Ligue nationale. Il reçoit même quelques votes pour le titre du joueur par excellence de la saison régulière.
En 1987, il aide les Giants à remporter le championnat de la division Ouest de la Ligue nationale. En Série de championnat, il lance son premier, et seul match en carrière pendant les éliminatoires. Il réussit un match complet, n'accordant que deux points en neuf manches aux Cardinals de Saint-Louis, pour mériter la victoire dans le triomphe des siens, 4 à 2. Les Giants perdront cependant la série.
Mike Krukow complète sa carrière en 1989, toujours avec San Francisco. Il a été crédité de 124 victoires et 117 défaites en 369 parties dans les majeures, dont 355 comme lanceur partant. Il a réussi 41 matchs complets dont un blanchissage et totalisé 1 478 retraits sur des prises en 2 190 manches et deux tiers lancées. Au cours de ses 14 sorties en relève, il a enregistré un sauvetage. Sa moyenne de points mérités en carrière est de 3,90.

## Carrière dans les médias
Mike Krukow apparaît sporadiquement comme analyste des matchs de baseball à la radio sportive KNBR, dans la région de San Francisco, à partir de 1990. Depuis 1993, il est analyste à la télévision lors des matchs des Giants.
À la télévision, Krukow fait partie du duo surnommé Kruk and Kuip, avec le commentateur des matchs des Giants, Duane Kuiper, lui-même ancien joueur de baseball des Ligues majeures. Les deux collègues ont remporté plusieurs prix Emmy. Ils ont été coéquipiers chez les Giants de 1983 à 1985.

## Vie personnelle
Mike Krukow est atteint de myopathie à corps d'inclusion, une maladie rare, mais non fatale, qui entraîne une faiblesse progressive de certains muscles. Il en remarque les premiers symptômes vers 2004, reçoit le diagnostic en 2011 mais ne révèle sa condition qu'en juillet 2014. Il se déplace à l'aide d'une canne et requiert parfois un véhicule tel une voiturette de golf pour faciliter ses déplacements. En 2017, Krukow réduit le nombre de matchs des Giants qu'il couvre pour la radio et la télévision, car certains stades plus anciens dans lesquels l'équipe joue en déplacement, tel le Wrigley Field de Chicago, lui sont difficiles d'accès en raison notamment des escaliers qu'il ne peut pas emprunter.

## Jeux vidéo
La voix de Mike Krukow, ainsi que celle de son collègue Kuiper, peut être entendue dans les versions 2003, 2004 et 2005 du jeu vidéo MVP Baseball d'Electronic Arts.